# Oier Ibarreche
Oier Ibarreche Conde (* 30. Mai 2003 in Galdakao) ist ein spanischer Boxer im Halbweltergewicht.

## Karriere
Ibarreche gewann 2023 im Halbweltergewicht die U22-Europameisterschaft in Budva und nahm an der Weltmeisterschaft 2023 in Taschkent teil, wo er gegen Ruslan Abdullayev unterlag. Bei der Europameisterschaft 2024 in Belgrad schied er gegen Malik Hassanow aus, erkämpfte sich jedoch beim 2. Olympiaqualifikationsturnier 2024 in Bangkok mit Siegen gegen Ahmad Shtiwi, Ali Habibinejad, Abdallah Abou Arab und Emilio Garcia einen Startplatz bei den Olympischen Spielen 2024 in Paris, wo er in der Vorrunde gegen Mukhammedsabyr Bazarbaiuly unterlag.